# Portrait de Fra Teodoro d'Urbino en saint Dominique
Le Portrait de Fra Teodoro d'Urbino en saint Dominique est une peinture à l'huile sur toile réalisée par l'artiste italien de la Renaissance Giovanni Bellini en 1515 et appartenant à la collection du Victoria and Albert Museum de Londres, prêtée à long terme à la National Gallery de Londres où elle est exposée. La toile représente un ancien prélat avec les attributs de saint Dominique, dont un austère bonnet noir et un lys blanc.